# Elaphidionopsis
Elaphidionopsis is een kevergeslacht uit de familie van de boktorren (Cerambycidae). De wetenschappelijke naam van het geslacht werd voor het eerst geldig gepubliceerd in 1936 door Linsley.

## Soorten
Elaphidionopsis is monotypisch en omvat slechts de volgende soort:
- Elaphidionopsis fasciatipennis Linsley, 1936